# Frumoasa adormită (film din 1959)
Frumoasa adormită este un film de animație din 1959, produs de Walt Disney Feature Animation și lansat inițial de către Walt Disney Pictures.